# Sparkassenverband Westfalen-Lippe

Logo

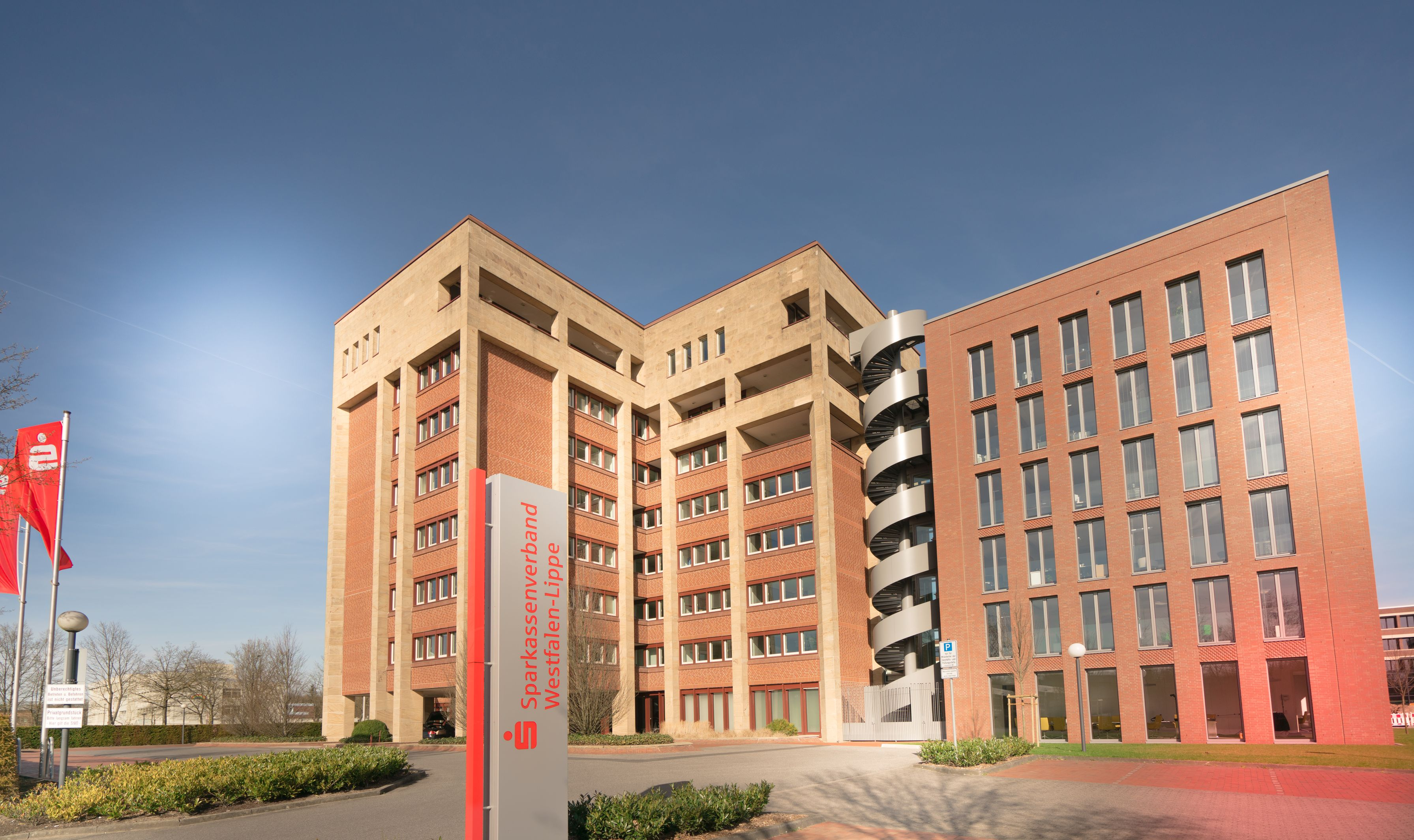
Sitz des Sparkassenverbands Westfalen-Lippe (SVWL) in Münster, Westf.

Der Sparkassenverband Westfalen-Lippe (SVWL) mit Sitz in Münster ist ein Sparkassen- und Giroverband der Sparkassen und Landesbausparkasse im Land Nordrhein-Westfalen, dessen Hoheitsgebiet auf Westfalen-Lippe begrenzt ist.

## Allgemeines
Es handelt sich um einen Verband in der Rechtsform der Körperschaft des öffentlichen Rechts, der als Interessenverband fungiert und der Pflichtmitglieder hat. 
Dem SVWL gehören 52 Sparkassen in Westfalen-Lippe an; er ist neben dem Rheinischen Sparkassen- und Giroverband (RSGV) einer von zwei Sparkassenverbänden in Nordrhein-Westfalen. Er hat die Rechtsform einer Körperschaft des öffentlichen Rechts. Die westfälisch-lippischen Sparkassen beschäftigen 22.840 Mitarbeiter und haben zusammen eine Bilanzsumme von 153,3 Milliarden Euro. Organe des Verbandes sind die Verbandsversammlung, der Verbandsverwaltungsrat und der Verbandsvorstand. Präsidentin des Sparkassenverbandes ist seit dem 1. April 2017 Liane Buchholz.

## Aufgaben und Struktur
Der Sparkassenverband Westfalen-Lippe unterstützt seine Mitgliedssparkassen und deren Träger dabei, die im Sparkassengesetz Nordrhein-Westfalen beschriebenen Aufgaben zu erfüllen. Ziel der Verbandstätigkeit ist es, das öffentlich-rechtliche Sparkassenwesen zu sichern und zu stärken. Der SVWL berät die Sparkassen in allen Bereichen und vertritt deren Interessen gegenüber der Öffentlichkeit und Institutionen. Der SVWL vertritt die Interessen der Sparkassen im Verbandsgebiet in den Gremien der Landesbank Hessen-Thüringen (zuvor auch WestLB), der LBS NordWest, der Versicherung Provinzial Holding AG und der Finanz Informatik. Als Mitglied des Deutschen Sparkassen- und Giroverbandes bestimmt er die geschäftspolitische Ausrichtung und die gemeinsame Werbelinie der Sparkassen mit (Corporate Identity).
Der Verband ist Berater und Wirtschaftsprüfer in einem: Die Geschäftsstelle vertritt die Interessen der Mitglieder, berät sie etwa in betriebswirtschaftlichen und juristischen Fragestellungen und erarbeitet zukunftsfähige Lösungen für die tägliche Sparkassenarbeit. Die Prüfungsstelle ist als unabhängige Einrichtung des Verbandes mit der Prüfung der Mitgliedssparkassen betraut. Im Rahmen ihres Auftrags prüft sie die Jahresabschlüsse sowie das Kredit-, Depot- und Wertpapiergeschäft der Sparkassen. Insgesamt setzen sich rund 280 Verbandsmitarbeiter für die Interessen der Mitgliedssparkassen und ihrer Träger ein – in der Geschäftsstelle, in der Prüfungsstelle sowie im Wirtschaftsbereich. Die Richtlinien der Verbandsarbeit werden von den Mitgliedern vorgegeben und sind in der Satzung beschrieben.